# Râul Cernăzioara
Râul Cernăzioara sau Râul Cernădia este un curs de apă, afluent al râului Rudi. 

## Hărți
- Harta Munților Parâng [nefuncțională – arhivă]